# Groninger Studentenorkest Mira
Het Groninger Studentenorkest Mira (MIRA) is een voormalig studenten(symfonie)orkest in Groningen.

## Geschiedenis
Het orkest begon in 1964 als muzikale tak van de voormalige studentenvereniging Vera. Het oorspronkelijke kamerorkest ging in 1969 verder als zelfstandige vereniging en in de loop der jaren groeide het uit tot een volwaardig symfonieorkest. In 2021 werd het orkest opgeheven als gevolg van de corona-epidemie. Het orkest had te weinig leden om als volledig orkest te blijven bestaan. Het orkest bestond uit studenten van de Rijksuniversiteit Groningen, de Hanzehogeschool en het Prins Claus Conservatorium.

## Activiteiten
De orkestleden van MIRA werden halfjaarlijks geselecteerd middels audities. Elke twee jaar werd er een reis naar het buitenland georganiseerd. Soms was dit in het kader van een uitwisseling met een ander orkest. Zo was in juni 2006 het orkest van de Universiteit van Bern te gast bij MIRA in Groningen. In november 2006 maakte MIRA een tournee door Zwitserland, waar concerten werden gegeven in Mariastein, Zürich en Bern. In maart 2008 werd het Spaanse Murcia aangedaan, waar het orkest speelde op een internationaal festival voor jeugd- en studentenorkesten. In februari 2010 gaf het orkest concerten in Stockholm en Uppsala in Zweden, in september 2011 in Slovenië en Italië.
Ieder half jaar werd opgetreden met bekende Nederlandse solisten, zoals Daniël Wayenberg (2014) en Eva van Haaften (2015).

## Dirigenten
- Gerard Wiarda (1974-2004)
- Arnaud Oosterbaan (2005-2009)
- Peter Stam (2010-2013)
- Frans-Aert Burghgraef (2014, zomerproject)
- Sander Teepen (2014, winterproject)
- Frans-Aert Burghgraef (2015, zomerproject)
- Martijn Pepels (2015, winterproject)
- Pieter Bosma (2016-2019)
- Rob Kaptein (2019-2021)

GHBOV Ad Tempus Vitae ·
AEGEE ·
RKSV Albertus Magnus ·
F.F.J. Bernlef ·
GSMG Bragi ·
Civitas Studiosorum in Fundamento Reformato ·
Cleopatra A.S.G. ·
Concordia Instaurata ·
Dionysos ·
Literair Dispuut Flanor ·
C.S.G. Gica ·
C.S.V. Ichthus Groningen ·
Groninger Studentenorkest Mira ·
Navigators Studentenvereniging Groningen ·
Unitas Studiosorum Groningana ·
GSC Vindicat atque Polit